# إل جي أوبتيموس جي
إل جي أوبتيموس جي (بالإنجليزية: LG Optimus G)‏ هو هاتف ذكي من إل جي أليكترونيكس يعمل بنظام أندرويد، تم طرحه في الأسواق في نوفمبر 2012.

## الخصائص
- نظام التشغيل: أندرويد
- الكاميرا الأمامية: 1.3 ميجابكسل
- الكاميرا الخلفية: 13.0/8.0 ميجابكسل
- الوزن: 145 غرام
- المعالج: 1.5 جيجا هرتز رباعي النواة
- الذاكرة: 2 جيجابايت
- التخزين: 32 جيجابايت